# Bradycellus conformis
Bradycellus conformis är en skalbaggsart som beskrevs av Henry Clinton Fall. Bradycellus conformis ingår i släktet Bradycellus och familjen jordlöpare. Inga underarter finns listade i Catalogue of Life.